# Верхнее Сяглово
Верхнее Сяглово — деревня в Думиничском районе Калужской области. Расположена у речки Урушки (приток р.Брынь).

## История

Братская могила

В конце 17 века упоминается пустошь Сяглово на речке Уруге в Сухиничском стане Мещовского уезда — поместье Степана Борисовича Потулова. С 1703 половиной пустоши владел Никита Романович Яковлев, а после него его сын Александр (ум. 1739). После смерти бездетного Александра его владения унаследовали вдова и двоюродные сестры — Анна Леонтьевна Ртищева и Прасковья Леонтьевна Яковлева.

Братская могила, май 2017 г.

Другой половиной пустоши Сяглово владел Алексей Степанович Потулов (по разделу с братьями Ильею и Иваном), а затем его дочь Ксения, в замужестве Миколаева. Она в 1745 продала пустоши Сяглово, Реброво и Кочуковку прапорщику Николаю Леонтьевичу Яковлеву
В Экономических примечаниях к Атласу Калужского наместничества 1782 года (Жиздринский уезд) сказано:
Сельцо и деревня Сигловы, 10 дворов, 32 души мужского и 39 женского пола, под усадьбою 22 десятины, пашня — 262, сенных покосов 58, лесу 460, неудобий 45, всего 847 десятин — князя Сергея Александровича Меншикова, Натальи Никитичны Семеновой, князя Льва Ивановича Егупова-Черкасского, Михаила Львовича Ртищева, Александра Ивановича Чебышева, Прасковьи Леонтьевны Яковлевой, Прасковьи Петровны Головиной.

Сельцо по обе стороны речки Укрушки и большой Мещовской дороги; деревня на правой стороне Укрушки, на которой пруд; земля иловатая; хлеб и покосы средственны; лес строевой; крестьяне на оброке.
В 1859 в сельце Сяглово 15 дворов, 194 жителя мужского и женского пола. С 1861 оно входило в Которскую волость. Землевладельцем числился А. С. Меншиков.
В 1940 году в деревне Верхнее Сяглово — 28 дворов, в Нижнем Сяглове (Слободке) — 13.

## Интересные факты
В конце 1930-х гг. в деревне Нижнее Сяглово найден клад монет царей Ивана Грозного, Фёдора Ивановича и Бориса Годунова. Монеты находились в маленьком сосудике светлой глины без венчика, с невысокой шейкой.

## Население
| 2002 | 2010 |
| ---- | ---- |
| 11   | ↗17  |